# MiniSD

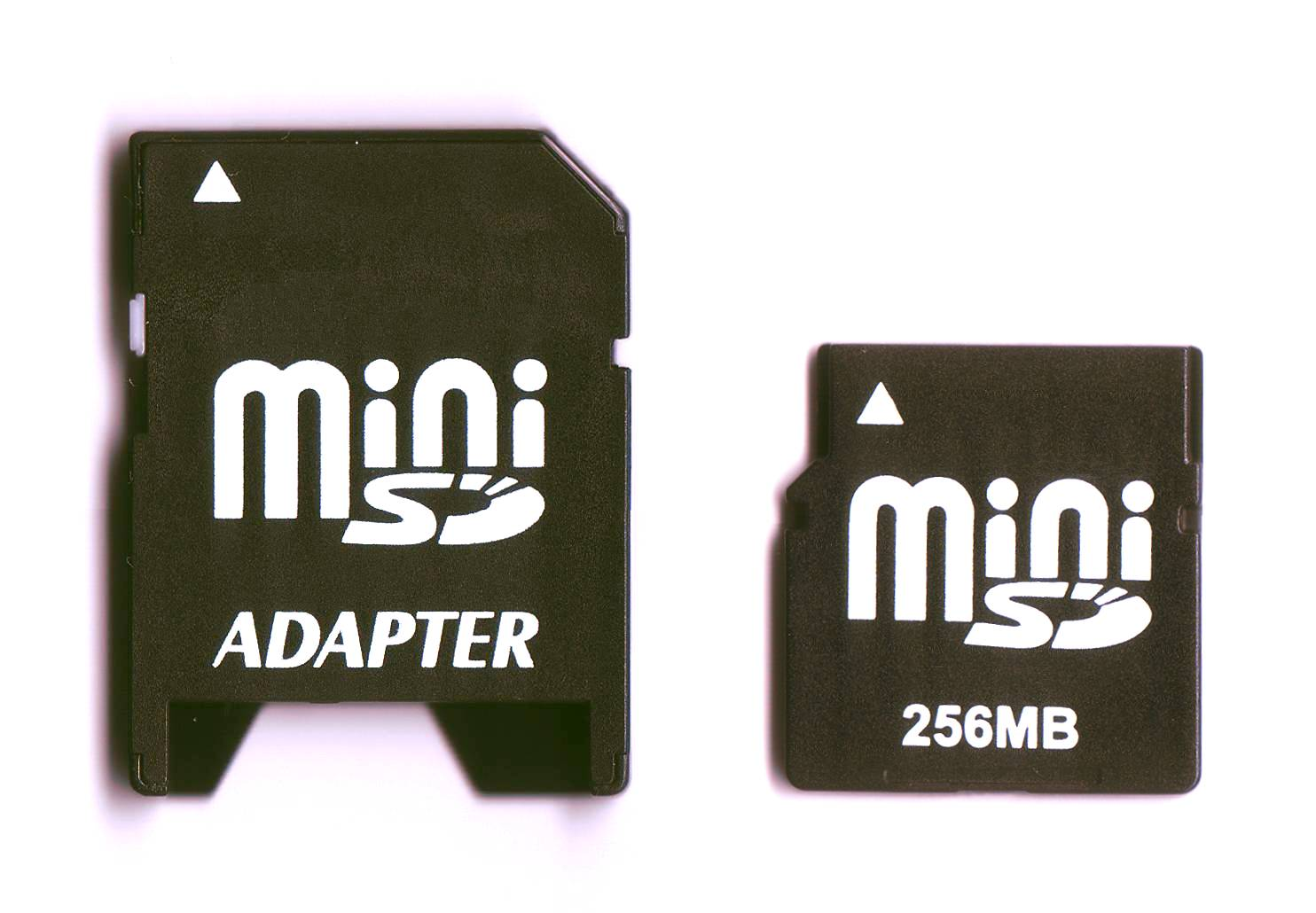
Cartão miniSD e adaptador

MiniSD (Mini Secure Digital), é um padrão de memória flash não volátil desenvolvido pela SD Association para uso em dispositivos portáteis. Inicialmente utilizado apenas em telefones celulares devido às suas medidas reduzidas e sua capacidade de armazenamento, aparelhos multimídia portáteis e dispositivos de armazenamento externos USB.
Apresentado pela primeira vez na CeBIT 2003, o miniSD é uma extensão do padrão Secure Digital Card desenvolvido para disputar com os formatos Memory Stick Duo e xD-Picture Card, criados para serem mais portáteis que o padrão SD.
O miniSD foi adotado oficialmente pela SD Association em 2003. Apesar de terem sido projetados para serem utilizados em telefones celulares, normalmente acompanham um adaptador que permite sua utilização em todos os dispositivos compatíveis com o padrão Secure Digital.

## Especificações
|                        | Secure Digital | miniSD     | microSD     |
| Largura                | 24 mm          | 20 mm      | 11 mm       |
| Comprimento            | 32 mm          | 21,5 mm    | 15 mm       |
| Profundidade           | 2,1 mm         | 1,4 mm     | 1 mm        |
| Volume                 | 1.596 mm³      | 589 mm³    | 165 mm³     |
| Peso                   | Aprox. 2 g     | Aprox. 1 g | Aprox. 0,5g |
| Voltagem               | 2,7 - 3,6V     | 2,7 - 3,6V | 2,7 - 3,6V  |
| Proteção antigravação  | Sim            | Não        | Não         |
| Proteção nos terminais | Sim            | Não        | Não         |
| Número de pinos        | 9 pinos        | 11 pinos   | 8 pinos     |

## Capacidades
Os cartões miniSD estão disponíveis em capacidades que variam entre 16MB e 4GB. Possivelmente ultrapassando esse valor graças aos avanços nos processos de fabricação.